# 济州国际自由城市开发中心
济州国际自由城市开发中心（英文：Jeju Free International City Development Center，縮寫：JDC）根据济州国际自由城市基本计划及为济州特别自治道设置及国际自由城市建成的特别法支持济州岛，为了促进济州国际自由城市开发而成立的国土海洋部产下的特殊法人。被指定为公共机关。

## 沿革
- 2002年1月：济州国际自由城市特别法公布
- 2002年5月：济州国际自由城市开发中心成立
- 2002年12月：JDC免税店开店
- 2005年4月：本社移转到济州
- 2005年6月：济州高薪技术产业开发区开工
- 2007年10月：修养形居住区开工
- 2007年12月：神话历史公园及西归浦市旅游美港开工
- 2008年8月：Berjaya(柄城)济州度假村协作法人出台
- 2009年5月：济州航空宇宙博物馆开工
- 2009年6月：英语教育城市开工
- 2009年9月：西归浦市旅游美港第一阶段事业完工
- 2009年11月：修养形居住区被指定为外国人投资地区
- 2010年3月：济州高薪技术产业开发区完工
- 2010年8月：NLCS Jeju开工
- 2011年9月：NLCS Jeju开校

## 主要事业

### 英语教育城市 (Jeju Global Education City)
- 位置：济州特别自治道西归浦市大静邑一带
- 事业日程：2008年~2015年（2011年示范学校开校）
- 主要设施：英语专用国际小、中、高校（12个），外国教育机关（海外大学），教育、文化设施，居住、商业设施

## 外部連結
- 济州国际自由城市开发中心网站[永久]
- 济州梦想：国际自由城市 —— 专访JDC理事长边精一